# Helston
Helston (korn. Helys, Henlys) – miasto w Wielkiej Brytanii, w Anglii, w hrabstwie Kornwalia, położone na północnym krańcu półwyspu Lizard. 
Helston jest najbardziej na południe wysuniętym miastem Wielkiej Brytanii. Jest drugim najstarszym miastem Kornwalii (prawa przyznane w 1201), po Marazion.
Co roku w Helston odbywa się dziecięce święto tańca Furry Dance (IPA /ˈfʌri da:ns/), znany też jako flora dance, a nigdzie poza Helston nieznane.